# Llac Aiding

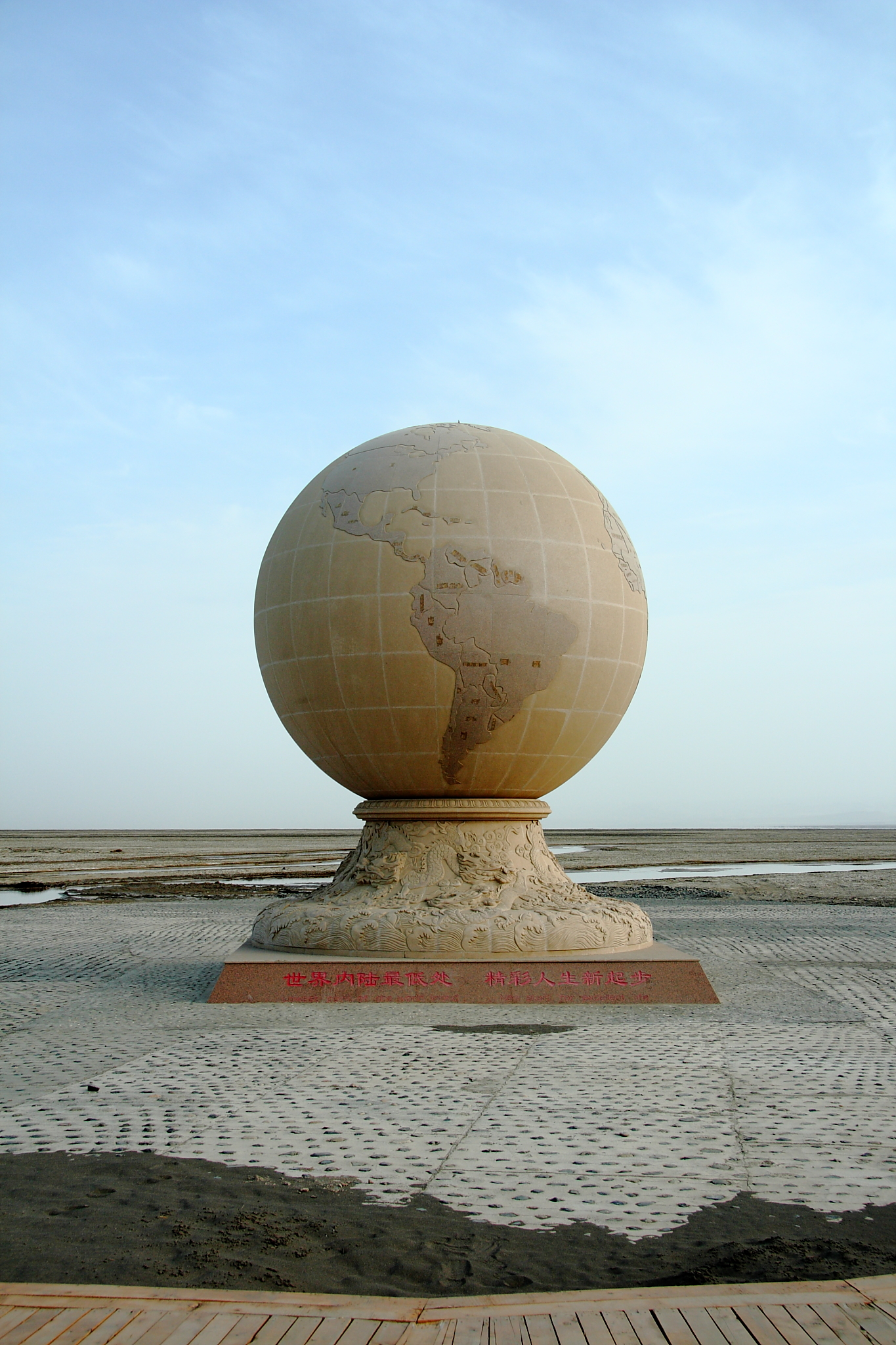
Monument que marca el punt més baix de la Xina.

El llac Aiding (en xinès: 艾丁湖; pinyin: Àidīng hú), Aydingköl (en uigur) o Aydingkul (en mongol) és un llac salat que s'asseca a l'estiu situat a la Xina, a 44 km al sud de la depressió de Turpan, a la regió autònoma de Xinjiang. És, amb 154 metres per sota del nivell del mar, el quart punt més baix de la Terra. En aquest indret s'ha enregistrat la temperatura més alta de la Xina: 50,2 °C el juliol de 2011.
El seu nom significa “llac lunar” en uigur a causa de la capa de sal que té.

## Geografia
El llac es troba dins la depressió de Turpan, al nord de la qual hi ha les muntanyes Bogda, i just a l'oest es troben les muntanyes Tien Shan. El llac ha acabat assecant-se perquè les seves aigües s'han utilitzat per al regadiu. Fa uns 20 anys encara tenia un gruix d'un metre d'aigua. L'any 1986, aquest llac tenia 5 km² de superfície i un mig metre d'aigua. La seva superfície total era de 200 km². L'any 2008 va ser escenari del Rally de Taklamakan i el 2010 d'una competició d'ultramarató.